# ليفينغستن (تكساس)
ليفينغستن (بالإنجليزية: Livingston)‏ هي مدينة أمريكية تقع في ولاية تكساس.تبلغ مساحة هذه المدينة 21.7 (كم²)،ويبلغ عدد سكانها 5433 نسمة حسب إحصاء سنة 2010 م. تشير إحصاءات سنة 2000م بأن الكثافة السكانية في هذه المدينة تقدر بـ(250.9) نسمة/كم2.

## التركيبة السكانية
حدّد مكتب تعداد الولايات المتحدة بيانات التركيبة السكانية لليفينغستن في تعداد الولايات المتحدة. في ما يلي، التركيبة السكانية حسب تعدادي 2000 و2010.

### تعداد عام 2000
بلغ عدد سكان ليفينغستن 5,433 نسمة بحسب تعداد عام 2000، وبلغ عدد الأسر 2,048 أسرة وعدد العائلات 1,342 عائلة مقيمة في البلدة. في حين سجلت الكثافة السكانية 240 نسمة لكل كيلومتر مربع (621.6/ميل2). وبلغ عدد الوحدات السكنية 2,358 وحدة بمتوسط كثافة قدره 104.2 لكل كيلومتر مربع (269.9/ميل2).
وتوزع التركيب العرقي للبلدة بنسبة 70.38% من البيض و18.50% من الأمريكيين الأفارقة و0.64% من الأمريكيين الأصليين و0.83% من الأمريكيين ذوي الأصول الآسيوية و8.08% من الأعراق الأخرى و1.56% من عرقين مختلطين أو أكثر و13.90% من الهسبانيون أو اللاتينيون من أي عرق.
بلغ عدد الأسر 2,048 أسرة كانت نسبة 39.1% منها لديها أطفال تحت سن الثامنة عشر تعيش معهم، وبلغت نسبة الأزواج القاطنين مع بعضهم البعض 45.4% من أصل المجموع الكلي للأسر، ونسبة 16.4% من الأسر كان لديها معيلات من الإناث دون وجود شريك، بينما كانت نسبة 3.8% من الأسر لديها معيلون من الذكور دون وجود شريكة وكانت نسبة 34.5% من غير العائلات. تألفت نسبة 30.9% من أصل جميع الأسر من عدة أفراد يعيشون في نفس المنزل ونسبة 15.7% كانت تتألف من شخص يعيش بمفرده يبلغ من العمر 65 عاماً أو أكثر. وبلغ متوسط حجم الأسرة المعيشية 2.50، أما متوسط حجم العائلات فبلغ 3.13.
بلغ العمر الوسطي للسكان 35.3 عاماً. وكانت نسبة 27.6% من القاطنين تحت سن الثامنة عشر، وكانت نسبة 8.4% بين الثامنة عشر والرابعة والعشرين عاماً، ونسبة 25.2% كانت واقعةً في الفئة العمرية ما بين الخامسة والعشرين والرابعة والأربعين عاماً، ونسبة 18.6% كانت ما بين الخامسة والأربعين والرابعة والستين، ونسبة 14.5% كانت ضمن فئة الخامسة والستين عاماً فما فوق. يوجد لكل 100 أنثى 84.1 ذكر، ويوجد لكل 100 أنثى في الثامنة عشر من عمرها فما فوق 77.4 ذكر.
بلغ متوسط دخل الأسرة في البلدة 31,424 دولارًا، أما متوسط دخل العائلة فبلغ 37,868 دولارًا. وكان متوسط دخل الذكور 30,318 دولارًا مقابل 21,774 دولارًا للإناث. وسجل دخل الفرد الخاص بالبلدة 17,214 دولارًا. وكانت نسبة 18.2% من العائلات ونسبة 22.3% من السكان تحت خط الفقر، وكان من هؤلاء نسبة 29.9% تحت سن الثامنة عشر ونسبة 17.4% في الخامسة والستين من العمر وما فوق.

### تعداد عام 2010
بلغ عدد سكان ليفينغستن 5,335 نسمة بحسب تعداد عام 2010، وبلغ عدد الأسر 1,958 أسرة وعدد العائلات 1,287 عائلة مقيمة في البلدة. في حين سجلت الكثافة السكانية 235.6 نسمة لكل كيلومتر مربع (610.2/ميل2). وبلغ عدد الوحدات السكنية 2,281 وحدة بمتوسط كثافة قدره 100.8 لكل كيلومتر مربع (261.1/ميل2).
وتوزع التركيب العرقي للبلدة بنسبة 67.14% من البيض و17.98% من الأمريكيين الأفارقة و0.67% من الأمريكيين الأصليين و1.07% من الأمريكيين ذوي الأصول الآسيوية و0.06% من سكان جزر المحيط الهادئ و11.27% من الأعراق الأخرى و1.82% من عرقين مختلطين أو أكثر و19.74% من الهسبانيون أو اللاتينيون من أي عرق.
بلغ عدد الأسر 1,958 أسرة كانت نسبة 36.8% منها لديها أطفال تحت سن الثامنة عشر تعيش معهم، وبلغت نسبة الأزواج القاطنين مع بعضهم البعض 41.4% من أصل المجموع الكلي للأسر، ونسبة 19.3% من الأسر كان لديها معيلات من الإناث دون وجود شريك، بينما كانت نسبة 5.1% من الأسر لديها معيلون من الذكور دون وجود شريكة وكانت نسبة 34.3% من غير العائلات. تألفت نسبة 29.8% من أصل جميع الأسر من عدة أفراد يعيشون في نفس المنزل ونسبة 12.7% كانت تتألف من شخص يعيش بمفرده يبلغ من العمر 65 عاماً أو أكثر. وبلغ متوسط حجم الأسرة المعيشية 2.58، أما متوسط حجم العائلات فبلغ 3.19.
بلغ العمر الوسطي للسكان 37.1 عاماً. وكانت نسبة 26.7% من القاطنين تحت سن الثامنة عشر، وكانت نسبة 8.9% بين الثامنة عشر والرابعة والعشرين عاماً، ونسبة 23.7% كانت واقعةً في الفئة العمرية ما بين الخامسة والعشرين والرابعة والأربعين عاماً، ونسبة 24.5% كانت ما بين الخامسة والأربعين والرابعة والستين، ونسبة 16.1% كانت ضمن فئة الخامسة والستين عاماً فما فوق. وتوزع التركيب الجنسي للسكان بنسبة 48.2% ذكور و51.8% إناث.

## أعلام
- جيمس إي جون
- مارغو جونز
- جين فيليبس